# إينتشة نور اله
إينتشة نور اله هي قرية في مقاطعة ماكو، إيران. عدد سكان هذه القرية هو 39 في سنة 2006.